# San Carlos-Kanal
Der San Carlos-Kanal (spanisch: Canal San Carlos) in Santiago de Chile ist ein Versorgungskanal, durch den Wasser aus dem Río Maipo entnommen und am Fuß der Anden entlang bis zum Río Mapocho geleitet wird. Er ist ein Hauptkanal des ausgedehntem Systems von Bewässerungskanälen für Groß-Santiago. Der Kanal wurde im ersten Viertel des 19. Jahrhunderts angelegt. Mit ihm konnte erstmals die Landwirtschaft in den südlich an die Hauptstadt grenzenden Gebieten versorgt werden. Ein Teil des Wassers wird über Anschlusskanäle im Süden der Stadt verteilt, ein anderer Teil wird dem Río Mapocho zugeführt und ein weiterer Teil unterquert den Mapocho um im El Carmen-Kanal weiter nach Norden zu fließen.